# Isolepis hemiuncialis
Isolepis hemiuncialis är en halvgräsart som först beskrevs av Charles Baron Clarke, och fick sitt nu gällande namn av Jean Raynal. Isolepis hemiuncialis ingår i släktet borstsävssläktet, och familjen halvgräs. Inga underarter finns listade i Catalogue of Life.